# Petrosedum
Petrosedum (Grulich, 1984) è un genere di piante succulente appartenente alla famiglia delle Crassulaceae, diffuso in Europa, Medio Oriente e Nordafrica.

## Etimologia
Il nome Petrosedum deriva dal greco πέτρος (pétros, ossia pietra, sasso) e dal nome del genere Sedum, ad indicare la diffusione delle specie qui incluse su suoli prevalentemente rocciosi.

## Descrizione
È diffuso in tutta Italia, cresce in ambienti rustici fino ai 2000 metri.
Gemme perennanti poste a non più di 20 cm dal suolo e con foglie o fusti, o tutti e due, adattati a funzionare da riserve d'acqua.

## Tassonomia

### Specie
All'interno del genere Petrosedum sono incluse le seguenti 14 specie, tra le quali si contano numerosi ibridi:
- Petrosedum × affomarcoi (L.Gallo & Afferni) Afferni
- Petrosedum albescens Afferni
- Petrosedum amplexicaule (DC.) Velayos
- Petrosedum × bellardii L.Gallo
- Petrosedum × brevierei (Chass. ex L.Gallo) Afferni
- Petrosedum dianium (O.Bolòs) Afferni
- Petrosedum × elaverinum (L.Gallo & J.-M.Tison) L.Gallo
- Petrosedum erectum ('t Hart) Grulich
- Petrosedum × estrelae Gideon F.Sm. & R.Stephenson
- Petrosedum forsterianum (Sm.) Grulich
- Petrosedum × henkii (L.Gallo) Afferni
- Petrosedum × hommelsii ('t Hart) Niederle
- Petrosedum × lorenzoi (Niederle) Niederle
- Petrosedum × luteolum (Chaboiss.) Grulich
- Petrosedum montanum (Songeon & E.P.Perrier) Grulich
- Petrosedum monteferraticum Niederle
- Petrosedum ochroleucum (Chaix) Niederle
- Petrosedum orientale ('t Hart) Grulich
- Petrosedum × pascalianum (L.Gallo) Afferni
- Petrosedum pruinatum (Link ex Brot.) Grulich
- Petrosedum rupestre (L.) P.V.Heath
- Petrosedum sediforme (Jacq.) Grulich
- Petrosedum subulatum (C.A.Mey.) Afferni
- Petrosedum tenuifolium (Sm.) Grulich